# Thomas Balogh, Baron Balogh
Thomas Balogh, Baron Balogh (Geburtsname: Tamás Balogh; * 2. November 1905 in Budapest; † 20. Januar 1985 in Hampstead, London Borough of Camden) war ein aus Ungarn stammender britischer Wirtschaftswissenschaftler, Hochschullehrer und Politiker der Labour Party, der unter anderem fast vierzig Jahre lang Wirtschaftswissenschaften am University College London sowie am Balliol College der University of Oxford unterrichtete, 1968 als Life Peer aufgrund des Life Peerages Act 1958 Mitglied des House of Lords wurde und von 1974 bis 1975 Staatsminister im Energieministerium war.

## Leben
Balogh, dessen Vater Leiter der Verkehrsbehörde von Budapest war, begann nach dem Besuch des Modelgymnasiums in Budapest ein Studium an der Universität Budapest, das er später an der Friedrich-Wilhelms-Universität zu Berlin fortsetzte. Während seines Studiums in Deutschland verfasste er einige wirtschaftswissenschaftliche Werke in deutscher Sprache. Zwischen 1928 und 1929 absolvierte er als Fellow mit einem Stipendium der Rockefeller-Stiftung einen Gastaufenthalt am Harvard College in Massachusetts.
1934 wurde Balogh Lecturer für Wirtschaftswissenschaften am University College London (UCL) und lehrte dort bis 1940. Am 26. Januar 1938 erwarb er die britische Staatsbürgerschaft durch Einbürgerung. Zudem übernahm er bereits 1939 eine Stelle als Lecturer am Balliol College der University of Oxford und unterrichtete dort zuletzt als Reader bis 1973 Wirtschaftswissenschaften. Neben seiner langjährigen Lehr- und Forschungstätigkeit verfasste er zahlreiche Fachbücher wie zum Beispiel The Cause of Poverty, das in mehrere andere Sprachen übersetzt wurde.
Durch ein Letters Patent vom 20. Juni 1968 wurde Balogh aufgrund des Life Peerages Act 1958 als Life Peer mit dem Titel Baron Balogh, of Hampstead in Greater London, in den Adelsstand erhoben und gehörte damit bis zu seinem Tod dem House of Lords als Mitglied an. 1974 wurde er Staatsminister im Energieministerium (Department of Energy) in der von Premierminister Harold Wilson gebildeten Regierung der Labour Party und bekleidete diese Funktion bis 1975. Als Staatsminister war er einer der engsten Mitarbeiter des damaligen Energieministers (Secretary of State for Energy) Eric Varley.

## Veröffentlichungen
- The National Economy of Germany, 1938
- Investment Trusts and Investment Companies: Letter from the Chairman of the Securities and Exchange Commission Transmitting, Pursuant to Law, a Report on Investment Trusts in Great Britain, Mitautor Ernest Doblin, 1939
- Investment Trusts and Investment Companies. Report of the Securities and Exchange Commission: Pursuant to Section 30 of the Public Utility Holding Company Set of 1935. Investment Trusts in Great Britain, Mitautor Ernest Doblin, 1939
- New Plans for International Trade, Mitautoren Ernst Friedrich Schumacher und Michał Kalecki, 1943
- Discrimination, British Trade Problems and the Marshall Plan, 1948
- Fundamental Disequilibrium and Devaluation, 1948
- Germany: An Experiment in Planning by the Free Price Mechanism, 1950
- 6. Studies in financial organisation, 1950
- The Inappropriateness of Simple „elasticity“ Concepts in the Analysis of International Trade, Mitautor Paul Streeten, 1951
- The Economic Problems of Malta: An Interim Report, Mitautor Dudley Seers, 1955
- The Dollar Crisis Revisited, 1955
- Some aspects of economic growth of under-developed areas, 1962
- Unequal Partners, (2 Bände The theoretical framework und Historical Episodes), 1963
- Planning for progress: a strategy for labour, 1963
- The Economic Impact of Monetary and Commercial Institutions of a European Origin in Africa, 1964
- Notes on the United Nations Conference on Trade and Development, 1964
- Towards Socialism, Mitautoren Richard Crossman, Perry Anderson u. a., 1965
- Crisis in the Civil Service, 1968
- Government Measures to Support Private Overseas Investment in Less Developed Countries, 1969
- Planning for the second development decade, 1970
- Two Reviews of the Pearson Report: Pearson and Jackson, Mitautor Paul Streeten, 1970
- Do Investment Models Apply to Developing Nations?, Mitautor Paul Streeten, 1970
- Labour and Inflation, 1970
- The Cause of poverty, Neuauflage 1971
- Exchange Rates Expansion and Incomes Policy, 1971
- The economics of poverty, 2. Auflage 1974
- Aid and World Instability, 1977
- The Limitation of the „safety Net“, 1977
- The Dollar Crisis, 1978
- Necromancy and After, 1978
- Oil and the Budget, 1978
- The Transfer Problem Revisited: Analogies Between the Reparations Payments of the 1920s and the Problems of the OPEC Surpluses, Mitautor, Andrew Graham, 1979
- The irrelevance of conventional economics, 1982
- Fact and fancy in international economic relations: an essay on international monetary reform, Mitautor Peter Balacs, 1975

in deutscher Sprache
- Die Rationalisierung des Bankwesens in Deutschland, 1928
- Notenbankpolitik und Kreditmarkt in den Vereinigten Staaten, 1929
- Internationale Wirtschaftsbeziehungen. Doktrin und Wirklichkeit, 1973

## Hintergrundliteratur
- June Morris: The Life and Times of Thomas Balogh: A Macaw Among Mandarins, 2007, ISBN 1-84519-153-6[3]